# Charles-Louis Salmon du Châtelier
Pour les articles homonymes, voir Salmon et Châtelier.
Charles-Louis Salmon du Châtelier, né à Savigny-sur-Braye le 24 août 1761, mort à Évreux le 8 avril 1841, est un ecclésiastique français, qui fut évêque de Laon puis d'Évreux de 1817 à sa mort en 1841.

## Biographie
Il nait dans le Loir-et-Cher en 1761, fils de Charles Alexandre de Salmon, marquis du Châtelier et de Catherine Aimée Marin de Montmarin.
En 1789, il est licencié en théologie de la Faculté de Paris, maison de Navarre, chanoine de l'église du Mans et vicaire général de l'évêque du Mans.
En 1817, il est nommé évêque du diocèse de Laon évêché pourtant supprimé en 1801. Il est en effet question, cette année-là, de relever le diocèse. Salmon du Châtelier patienta donc pour la création de son évêché qui ne vint jamais.
En 1821, Étienne Parfait Martin Maurel de Mons jusqu'alors évêque de Mende est nommé à l'évêché d'Avignon, qui sera érigé en archevêché l'année suivante. Salmon du Châtelier est alors nommé pour lui succéder sur le siège de saint Privat. Cependant, au mois de mai 1822, alors qu'il n'a pas encore été consacré évêque de Mende, la décision est déjugée et il est appelé au diocèse d'Évreux, siège vacant depuis octobre 1821 et le décès de Jean-Baptiste Bourlier.
Dans un premier temps, il s'oppose à cette décision, estimant devoir prendre possession de son diocèse mendois. Il rejoint finalement Évreux.
Son épiscopat ébroïcien dura 20 ans, il meurt le 8 avril 1841 à l'âge de 80 ans.

## Armes
D'azur au chevron d'or accompagné de 3 têtes de lion du même.

## Sources
- « Charles-Louis Salmon du Châtelier », dans Adolphe Robert et Gaston Cougny, Dictionnaire des parlementaires français, Edgar Bourloton, 1889-1891 [détail de l’édition]